# 藩镇
藩镇，亦称方镇，是唐朝中、后期设立的军事行政区。藩是“保衛”之意，鎮是指軍鎮；唐代朝廷設置軍鎮，本為保衛自身安全，唐玄宗為防止邊地胡人的進犯，大量擴充防戍軍鎮，設立節度使，共設九個節度使和一個經略使，時稱天寶十節度。
天寶十節度中，安祿山就身兼范陽、平盧、河東三鎮節度使，後發動叛亂安史之亂。黄巢之乱之前，大部分藩鎮依舊服從中央政府，向中央繳納賦稅；而在部分河北一帶的藩鎮，即時稱「河朔三鎮」的成德、魏博和盧龍三鎮，則割據一方，表面上尊奉朝廷，但法令、官爵都自搞一套。据《旧唐书》记载在唐僖宗（862年～888年在位）时期“郡將自擅，常賦殆絕，藩鎮廢置，不自朝廷”，亦不賦稅，形同獨立政權。黄巢之乱後，唐國勢衰败，据《资治通鉴》记载：“王室日卑，號令不出國門。”据记载河朔三镇之一的魏博藩镇“父子相襲，親黨膠固，其兇戾者，強買豪奪，逾法犯令，長吏不能禁，變易主帥，有同兒戲，如史憲誠、何進滔、韓君雄、樂彥禎，皆為其所立，優獎小不如意，則舉族被害”。後代史家把這種局面統稱為“藩鎮割據”。
安史之亂後，藩镇成為唐政府對抗邊犯的重要屏障，据《新唐书•兵制》记载：“大者連州十馀，小者猶兼三四”，藩鎮和皇室、宦官之間構成錯綜復雜的關係网，据《新唐书•方镇》记载藩鎮“喜則連衡而叛上，怒則以力而相并”。唐朝后期財賦重心轉移到江淮地區，東南豐沛的資源，使朝廷得以延續其統治。宋人尹源評說：“弱唐者，諸侯也；既弱而久不亡者，諸侯維之也。唐之弱，以河北之強也；唐之亡，以河北之弱也。”

## 争议性的割据
一说起藩镇割据人们总是自觉不自觉地把藩镇与割据联系在一起，似乎安史之乱以后的唐朝已经是四分五裂，气息奄奄了。且也模糊了人们对唐后期150多年政治风潮、经济变革、制度更替以致文学艺术现象的正确认识和理解，将长达一个半世纪的复杂历史笼统地称作藩镇割据。唐代藩镇割据与动乱的历史，是从安史之乱以后开始，所谓“安史平而藩镇之祸方始”。黄巢起义以后，“天下分裂而无纪”，接于五代，陷于军阀混战的另一番境地，故史称“唐亡于黄巢”。从公元763年安史之乱平定，到黄巢起义爆发的乾符年间，大约110多年时间里，藩镇的形势是比较稳定的，藩镇数目最多也大体固定在46个左右。
“藩镇”几乎成了分裂割据的代名词，一部藩镇史似乎就是混乱割据的历史。这实际上是不合乎历史事实的，唐代藩镇近50个，被列入《新唐书·藩镇传》最多不过8个，是不能代表整个藩镇的情况的。中晚唐时期藩镇可分为四种类型，这些类型根据其功能和地域特点分别為河朔割据型、中原防遏型（非割据性藩镇）、边疆御边型（非割据性藩镇）、东南财源型（非割据性藩镇）。而王援朝提出藩镇的类型应该划分為长期割据型、一度割据型、京东防内型、西北防边型、南方财源型。一般所谓的军阀割据，主要集中在河朔，大多是安史旧部归降者，即“河朔三镇”。